# 荒野 (2ちゃんねる・5ちゃんねるカテゴリ)
荒野は、匿名掲示板2ちゃんねる（2ちゃんねる (2ch.net)、2ちゃんねる (2ch.sc)、5ちゃんねる）のカテゴリの1つである。

## 歴史
- 2016年3月30日 カテゴリの新世代が荒野に名称変更。荒野ヘッドライン板が新設され、松本りせ板とごらく部板が雑談２から荒野に移動[1][2]。

## 掲示板
14個の板からなる（2023年5月現在）。

### Anarchy実況板
実況のための板。通称「穴実」。5秒毎（現在は1秒毎）に連投可能、海外の回線やスマートフォンから書き込み可能、最大スレッド数は10個、最後の書き込みから3分以内でもdat落ちあり、過去ログは作成されないという特徴がある。規制されていても書き込むことが可能。名前欄とメール欄が空欄で固定されているので、固定ハンドルネームやsage、!id、fusianasanなどの機能は使うことが出来ない。
漫画『ゆるゆり』に関する話題が主で、板が新設されてから数日間は、ゆるゆりの登場人物である「赤座あかり」のスレが殆どを占めていた。そのためか、以前のAnarchy実況板のバナーには赤座あかりが描かれていた。また、今までの名無しの名前（デフォルト名無し）にある「杉浦綾乃」、「大室櫻子」、「歳納京子」、「大室花子」もゆるゆりの登場人物である。
2ch運営の「Mango Mangüé」によって、様々な新機能がこの板で開発された。2014年10月25日にMANGO板が新設されるまで、いわゆる実験板としての性質が強かった。
名前欄が名無しで固定となっているが、ツイッターなどでこの板の常駐である人など人気のある人もいる。

#### 板の歴史
- 2014年7月2日 - 新設。
- 2014年7月3日 - 板最古の赤座あかりスレが立つ。
- 2014年7月16日 - 名前欄とメール欄が空欄で固定され、固定ハンドルが使えなくなる。
- 2014年8月28日 - 特定のコマンドを数回書き込むとスレを強制的にDAT落ちされる機能が追加され、通常の掲示板として利用するのが困難に。
- 2014年8月29日~9月6日? - 8月28日に追加されたコマンドが有料になる。
- 2014年9月7日 - 名無しの名前（デフォルト名無し）が「アナーキーさん」から「滑ってるぞ」に変更され、その後「ライブアナーキーさん」に変更される。
- 2014年9月9日 - デフォルト名無しが「ライブマンゴーさん」、「ラブライブマンゴーさん」、「アナーキー・スカイウォーカーさん」、「＼」など数回変更された後、最終的に「ライブ・アナーキーさん」になる。
- 2014年10月25日 - MANGO板が新設され、実験板としての性質は分離される。
- 2015年1月16日 - デフォルト名無しが「歳納京子・ナンバー・ワン・ファン」に変更される。
- 2015年1月17日 - デフォルト名無しが「ライブ・アナーキーさん」に変更される。
- 2015年6月19日 - デフォルト名無しが「杉浦綾乃愛す」に変更される。
- 2015年7月2日 - 板設立一周年。この日に限り、デフォルト名無しがランダムで変わる、スレが強制的にDAT落ちする、一定の確率で書き込み者のIPアドレスが公開される、などの仕掛けが施される。
- 2015年7月?日 - デフォルト名無しが「ライブ・アナーキーさん」に変更される。
- 2015年11月2日 - 板名が「Agree実況」に、デフォルト名無しが「Mr.Live Agree」にそれぞれ変更される。
- 2015年11月?日 - 板名とデフォルト名無しが元に戻る。
- 2016年3月27日 - デフォルト名無しが「大室櫻子のおしっこ飲みたい」に変更される。約半日後、「杉浦綾乃愛す」に再度変更される。
- 2016年4月1日 - エイプリルフールのネタとして、この日に限り板名が「民主主義人民共和国」、デフォルト名無しが「最高指導者」にそれぞれ変更される。
- 2016年4月3日 - デフォルト名無しが「【*^▲^*】」に変更される。
- 2016年4月7日 - サーバ移転（maguro→agree）。
- 2016年11月28日 - デフォルト名無しが、午後2時頃「くれれっ娘の赤座あかり」に、午後6時から午後7時頃にかけて「where is Mango?」、「I have a MangoPen」、「【〓v〓】」、「(´・ω・｀)へへへ」、「I am a MangoPen」、「くれれマンゴー」、「名無しのカーシンさん」、「I like Mango」の順で変更され、最終的に「大室花子だし」になる。
- 2016年12月3日 - 名無しが「【*^▲^*】」になる。
- 2016年12月6日 - 23時48分、名無しが「大室櫻子のおしっこ飲みたい」になる。
- 2016年12月7日 - 名無しが「A-O-B-AB」になる。
- 2016年12月8日 - 名無しが「【*^▲^*】」に変更される。

### 三行実況板
三行までしか書けない実況のための板。 

### Anarchy板
ローカルルールは「A place for trolls to be trolls.
15 second samba
No foreign IP restrictions
Talk about anything that isn't illegal.」となっている。
最初の板名の「Anarchy」とは無政府状態を表す。3月28日に板名が3度改名されるが、うち2回はなんでも実況（ジュピター）板住民による一個人への悪質な誹謗中傷に当たるものであり、再び改名され現在の板名になった。板名は変わったものの、バナーはAnarchy時代から変更されていない。

#### 板の歴史
- 2014年2月28日 maguroサーバーにて新設される。
- 2014年3月28日 「尊師板」と改名される。その後、「恒心綜合KRSW板」と変更され、最終的に現在のカラオケ桶板となる。

### 松本りせ板
板名は漫画『ゆるゆり』の登場人物、『松本りせ』から。書き込み時名前欄、メール欄は共に強制的に空欄となる。

### ごらく部板
板名は漫画『ゆるゆり』に登場する、架空の部活動である『ごらく部』から。